# Коффивилл (Канзас)
Ко́ффивилл (англ. Coffeyville /ˈkɔfi:ˌvil/) — город, расположенный у реки Вердигриз в юго-восточной части округа Монтгомери, штата Канзас, США. Согласно переписи 2020 года, население города составляет 8 826 человек, что делает его самым населённым городом округа Монтгомери. Однако Коффивилл не является столицей округа, административный центр расположен в городе Индепенденс.
В связи со своим положением вблизи южной границы Канзаса, Коффивилл принадлежит к району СМИ соседнего штата (трансляция из города Талса).
Назван город в честь полковника Джеймса Коффи (James A. Coffey).

## История

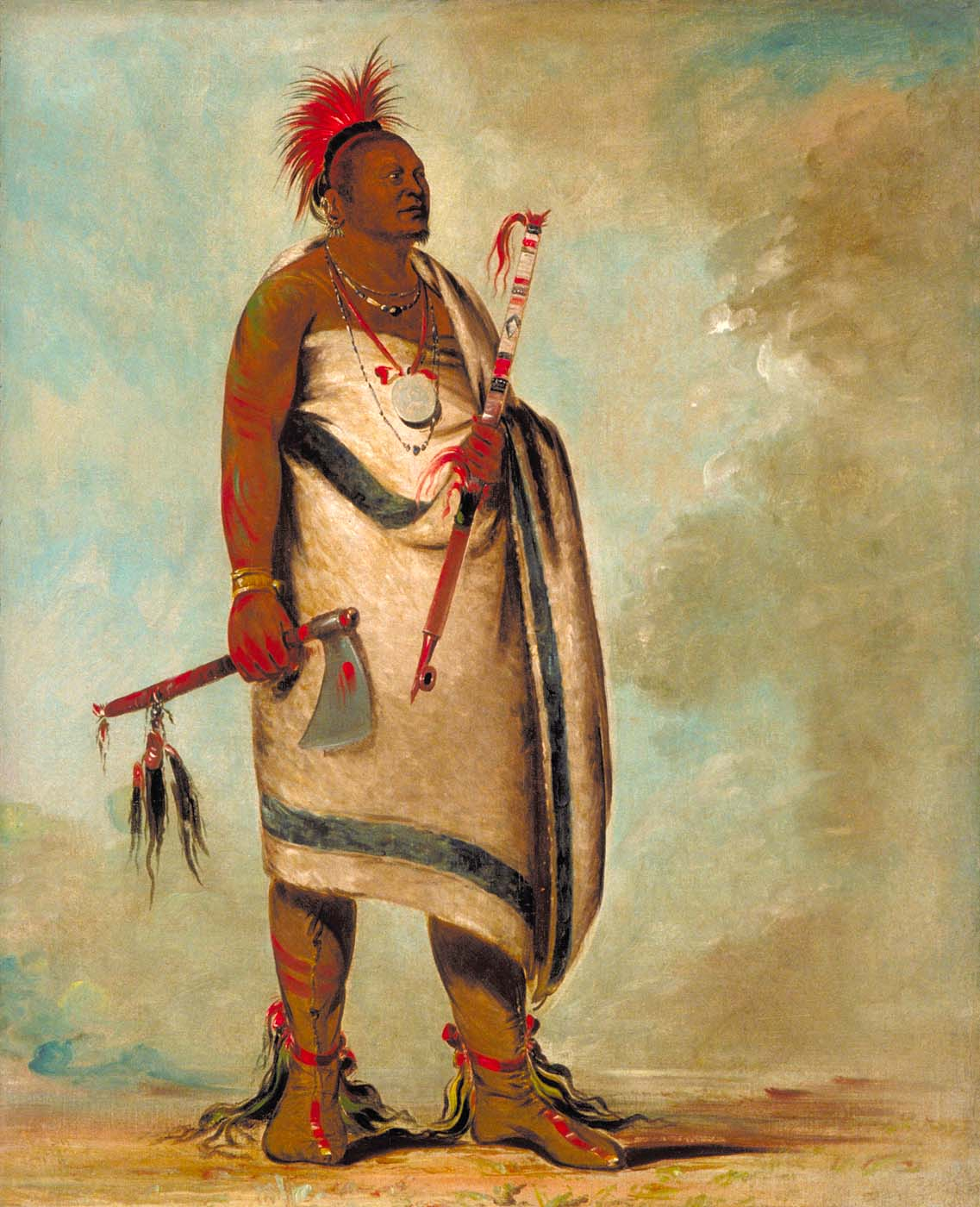
Вождь Чёрный Пёс (Shonka Sabe) племени осейджей Hunkah. Картина Джорджа Кэтлина, 1834 г.

До прихода белых поселенцев долину реки Вердигриз занимало индейское племя осейджей «Hunkah». В 1803 году вождь Чёрный Пёс создал через будущий Коффивилл маршрут добычи бизонов.
Начиная с 1854 г., после принятия закона о заселении Канзаса, белый человек начал вытеснять осейджей на юг. В 1855 г. численность индейцев сильно сократилось из-за эпидемии оспы. Принятые в 1860-м году законы оставили осейджам в Канзасе только 16 тыс. км² земли, заставив большую часть переселиться южнее, в так называемую Индейскую территорию. Во время гражданской войны осейджи пытались оставаться нейтральными, хотя сами страдали от обеих сторон конфликта: как конфедераты, так и северяне угоняли у них лошадей, отнимали продовольствие. После войны, в 1865 г. осейджи теряют последние земли в Канзасе.
Одно из племён осейджей осело южнее границы штата Канзас, к западу от реки Вердигриз. К востоку от реки, напротив поселения, существовала фактория Джеймса Паркера. Для обмена товарами с белым человеком индейцы вынуждены были постоянно пересекать реку. В 1869 году полковник Джеймс Коффи основал торговую факторию «Южный Орех» к востоку от реки Вердигриз, на месте современного Коффивилла. Лёгкий доступ индейцев к новой фактории сделал её процветающей. Год основания фактории считается годом основания Коффивилла. А город в штате Оклахома, на месте которого раньше жили те самые осейджи, теперь именуется Южный Коффивиллen.
В том же 1869 году была открыта первая школа и первая методистская церковь. Школа располагалась в доме полковника Коффи, преподавала его дочь Мэри. Первая государственная школа открылась в следующем 1870 году.
В 1871 году через населённый пункт прошла железная дорога, соединив факторию с индейской территорией, расширив рынок сбыта. После этого практически все торговцы фактории Паркера переехали в Коффивилл. Железнодорожная станция Коффивилла стала пунктом доставки крупнорогатого скота с богатых ранчо юга. В округе быстро развивались фермерские хозяйства, производство зерна и муки.
Коффивилл получил статус города в 1873 году.
В 1881 году было найдено месторождение нефти. С 1900 начинается промышленный рост Коффивилла: было основано 8 стекольных и 5 кирпичных заводов. До 30-х годов город являлся самым крупным производителем стекла и кирпича в США.

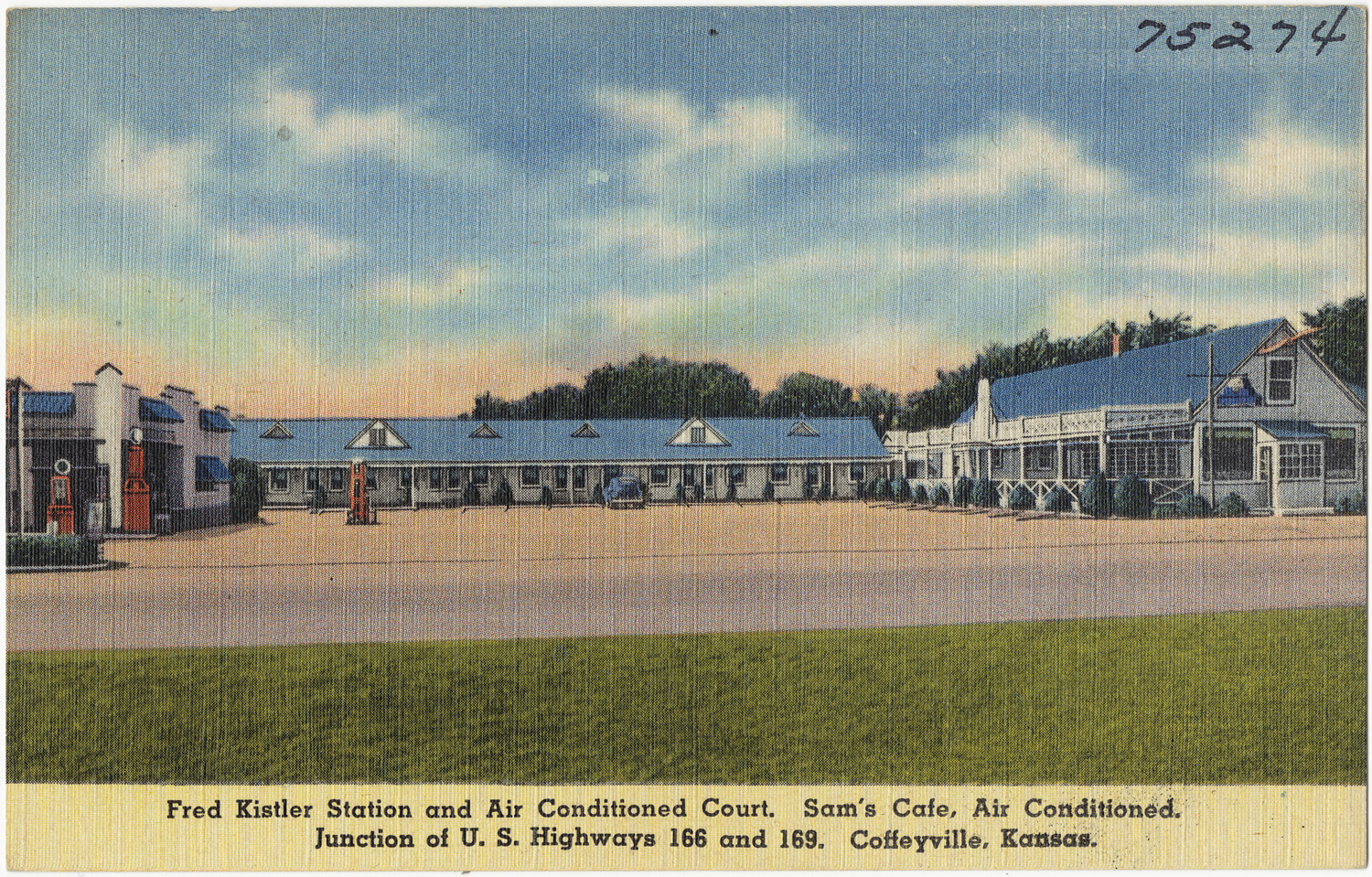
АЗС. ~1930…1945 г.
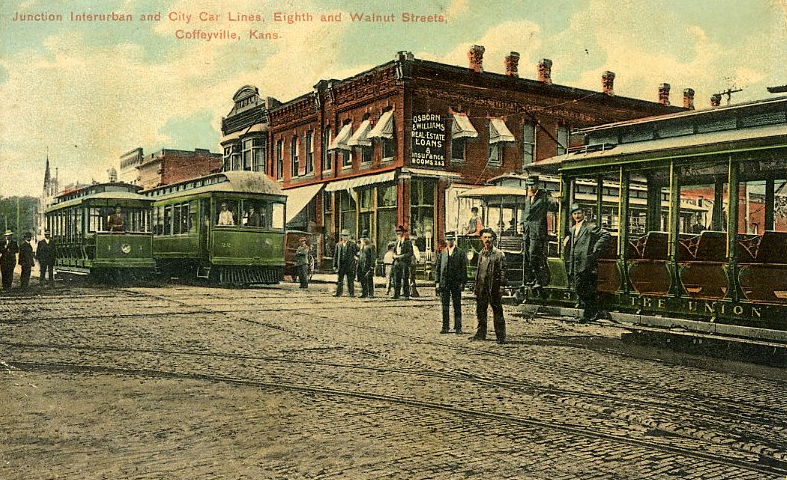
Трамваи Коффивилла. 1900 г.
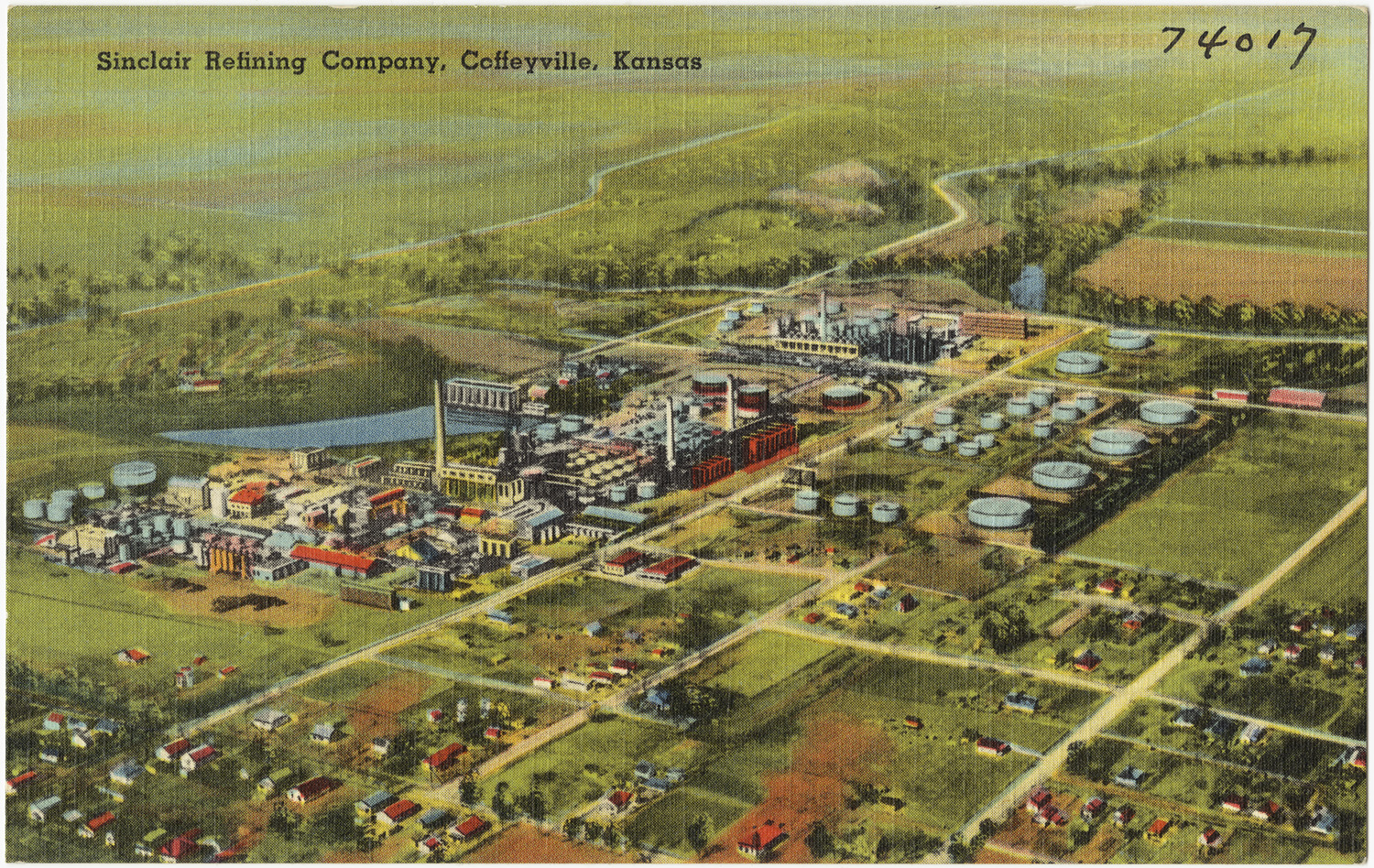
Нефтеперегонный завод Синклер. 1917-1948г.
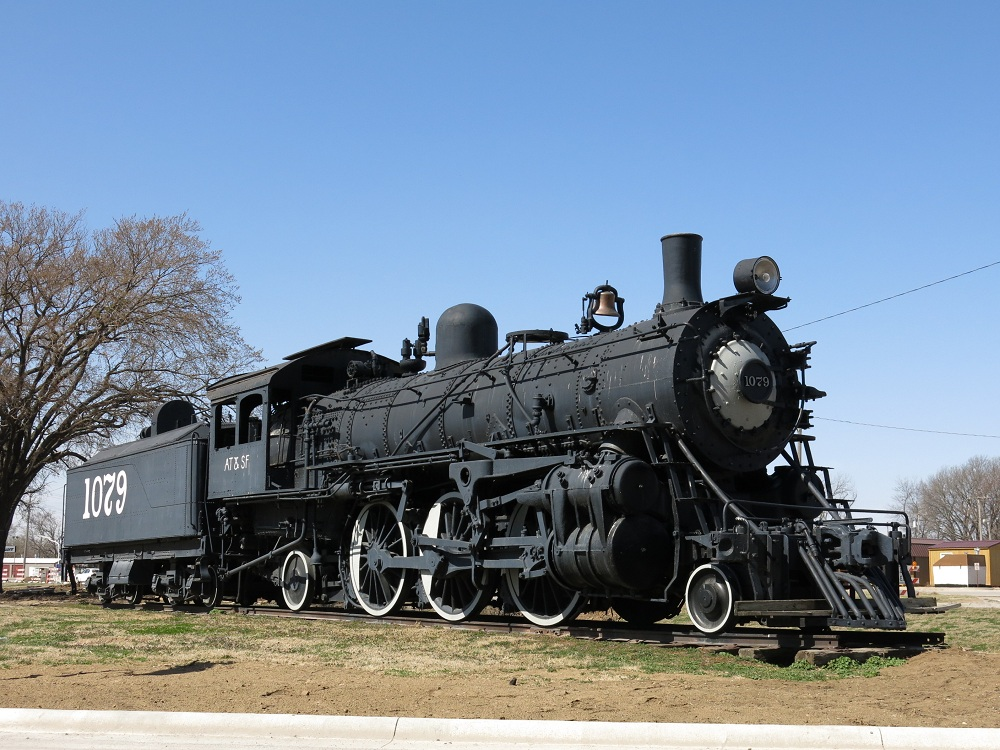
Локомотив ж.д. Санта-Фе. ~1950.
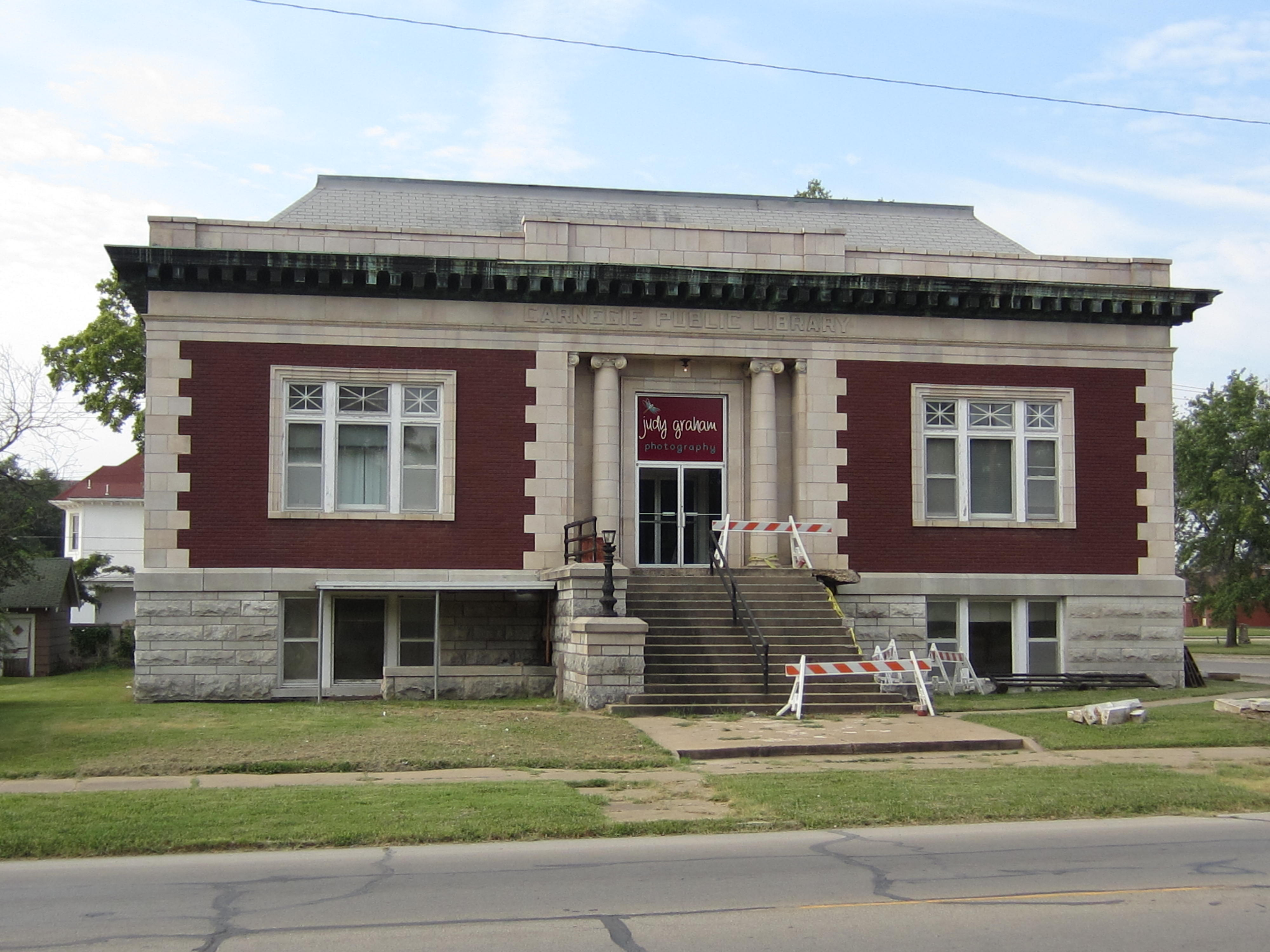
Библиотека Карнеги в Коффивилле. 1912 г.

В 1930 году открыта воскресная школа церкви Святых последнего дня, которая является одной из 11 школ данной церкви в Канзасе.

### Наводнение 2007 года
В июле 2007 г. Коффивилл пострадал от сильного наводнения, который затопил приблизительно треть города. Под затопление попал нефтеперегонный завод (Coffeyville Resources), более 2000 баррелей (около 300 тонн) сырой нефти попали в паводковые воды.
Природоохранному агентству EPA удалось предотвратить попадание большей части загрязнённой воды в озеро Улога, около одноимённого города, откуда многие населённые пункты берут питьевую воду. Питьевая вода в Коффивилле отсутствовала с 3-го по 7-е июля. В помощи пострадавшим жителям участвовали Федеральное агентство чрезвычайных ситуаций (FEMA) и Красный крест. Район 18-ти округов, в том числе и территория Коффивилла, была признана зоной бедствия федерального значения. Повреждены были дороги, 3 моста, 53 предприятия и 6307 домов. В качестве компенсации жителям компания «Coffeyville Resources LLC» скупала повреждённые дома по ценам, существовавшим до потопа.

## Достопримечательности

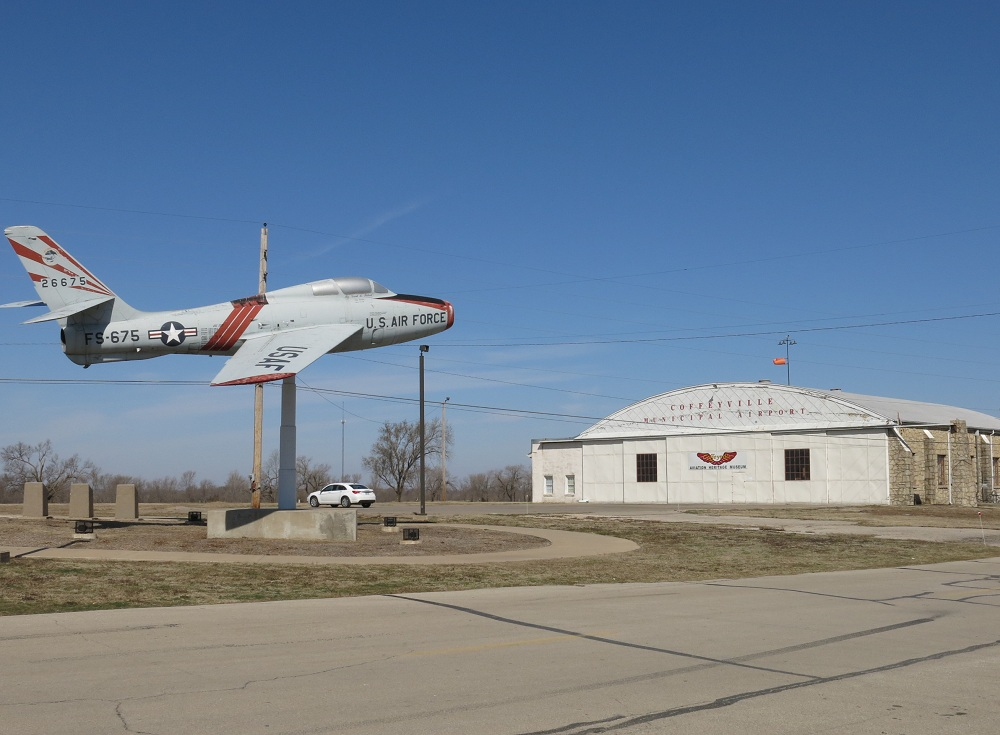
Музей «Наследие Авиации»

- Музей «Наследие Авиации» — музей начальной истории авиации, а также страницы истории местной авиационной базы. Адрес: 807 Walnut Street (на территории парка Pfister Park).
- Музей Далтона — история банды Далтонаen, уничтоженной при ограблении банка в Коффивилле. Так же представлена ранняя история города. Адрес: 113 East Eighth Street.
- Площадь Защитников от Далтона и Аллея Смерти — место, где разворачивались события по уничтожению банды, тюрьма, место гибели маршала Коннелли, следы от пуль.
- Исторические фрески — по всему городу расположены фрески во всю стену, содержащие сцены истории Коффивилла.
- Особняк Брауна — 3-хэтажное здание 1904 г., музей обстановки начала XX века. Расположен на пересечении улиц Eldridge и Walnut, адрес: 2019 South Walnut Street.
- Континентальный Театр (Midland Theater) — здание построено в 1928 г. Сегодня принадлежит сети кинотеатров «Fox Theatres». Адрес: 212 W. 8th Street.
- Здание Перкинса — здание торговой палаты, построенное в 1892 году. Открыт для посещения в будни с 9 до 17. Адрес: 814 S Walnut Street.

## География

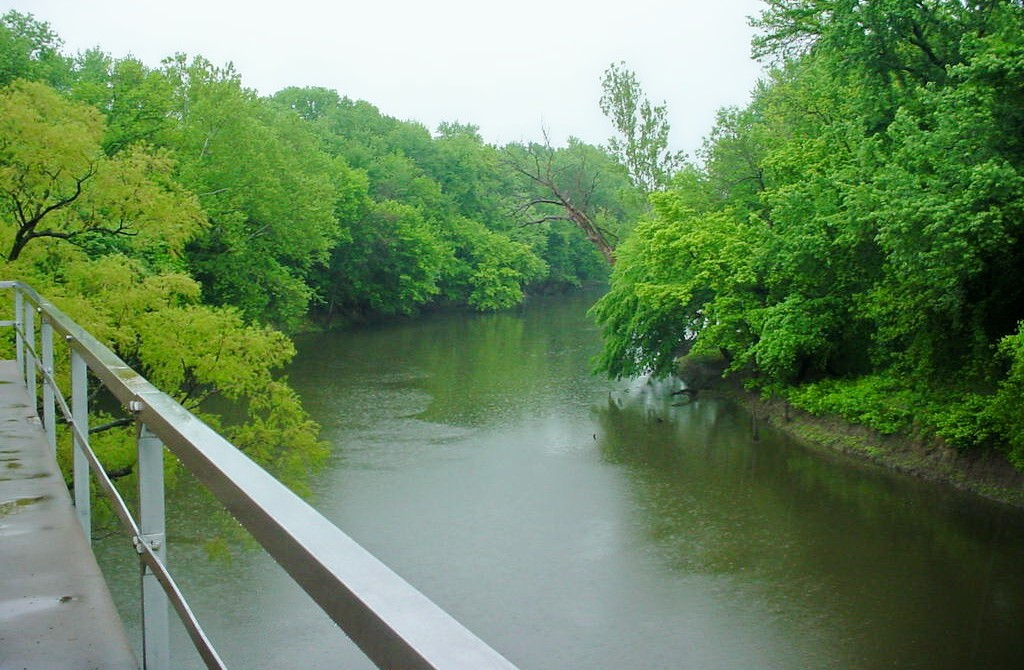
Река Вердигриз. 2006

Коффивилл расположен на плато Великие равнины, экорегион Центральная Иррегулярная Равнина (Central Irregular Plains).
Коффивилл находится в юго-западном углу штата Канзас, юго-восточной части округа Монтгомери, на расстоянии 1 км до границы со штатом Оклахома (или 4,5 км от центра города). Город имеет следующие географические координаты: 37°02′16″ с. ш. 95°37′35″ з. д. (37.037708, −95.626438). Северо-восточная граница города примыкает к правому берегу реки Вердигриз, с юга город ограничивает Луковый ручей (Onion Creek), в западном зайоне города с севара на юг протекает Платановый ручей (Sycamore Creek). Город расположен в глубочайшей точке штата на уровне 210 м над уровнем моря. Общая площадь составляет 19,24 км2, водной поверхности нет.

### Климат
Климат города жаркий и влажный летом, и холодный и сухой зимой. В соответствии с классификацией климатов Кёппена, город принадлежит Субтропическому муссонному климату («Cfa»).
| Показатель                                          | Янв.  | Фев.  | Март  | Апр. | Май  | Июнь | Июль | Авг. | Сен. | Окт. | Нояб. | Дек.  | Год   |
| --------------------------------------------------- | ----- | ----- | ----- | ---- | ---- | ---- | ---- | ---- | ---- | ---- | ----- | ----- | ----- |
| Абсолютный максимум, °C                             | 23,3  | 25    | 31,1  | 33,3 | 34,4 | 37,8 | 41,1 | 41,1 | 41,1 | 34,4 | 29,4  | 23,3  | 41,1  |
| Средний суточный максимум, °C                       | 6,9   | 8,4   | 15,3  | 21,1 | 25,2 | 29,6 | 32,4 | 33,1 | 28,2 | 21,7 | 15,6  | 7,6   | 20,4  |
| Средняя температура, °C                             | 1,4   | 2,6   | 9     | 14,8 | 19,6 | 24,1 | 26,8 | 27   | 21,9 | 15,4 | 9,4   | 2     | 14,5  |
| Средний суточный минимум, °C                        | −3,9  | −3,3  | 2,6   | 8,4  | 13,9 | 18,7 | 21,1 | 20,9 | 15,6 | 9,1  | 3,3   | −3,7  | 8,6   |
| Абсолютный минимум, °C                              | −21,1 | −13,9 | −17,2 | −4,4 | 1,7  | 9,4  | 13,3 | 11,1 | 3,9  | −3,3 | −8,3  | −21,1 | −21,1 |
| Норма осадков, мм                                   | 4     | 23    | 105   | 91   | 175  | 227  | 101  | 16   | 42   | 152  | 55    | 39    | 1029  |
| Источник: “Weatherbase”. Проверено 24 ноября 2015г. |       |       |       |      |      |      |      |      |      |      |       |       |       |

Суммарная годовая толщина снежного покрова по месяцам составляет 30,5 см. Максимальная толщина снежного покрова за месяц — 10,4 см (декабрь).

## Транспорт

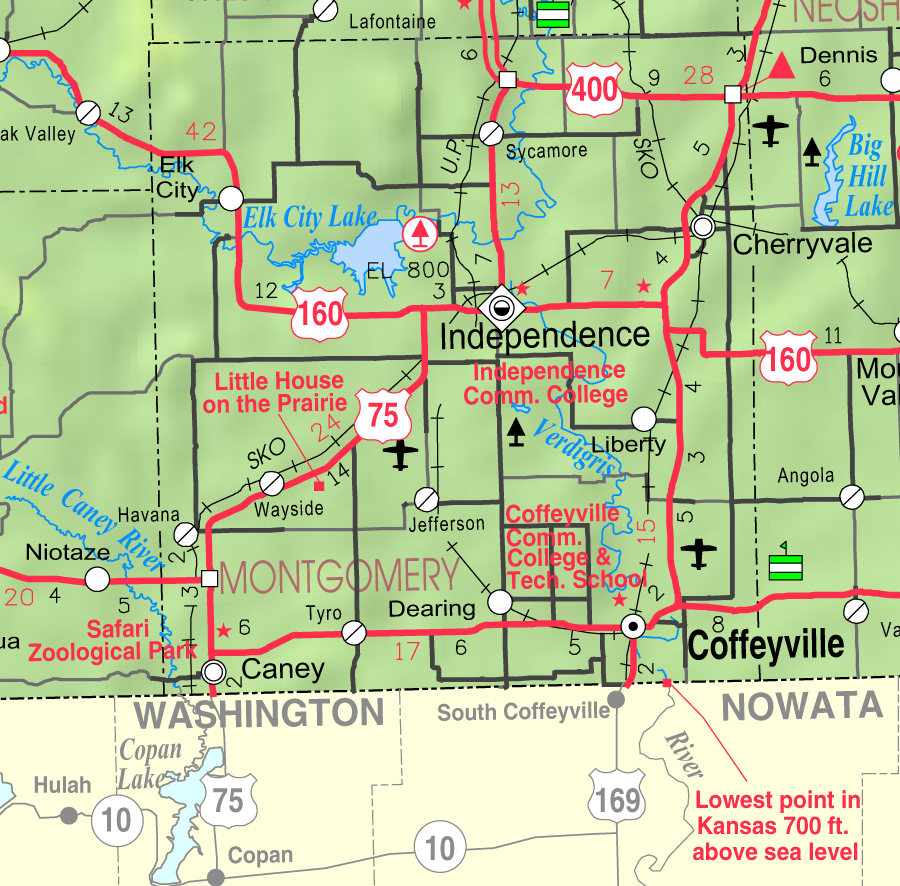
KDOT катра округа Монтгомери (обозначения).

С запада на восток город пересекает Шоссе США US 166en. На северо-восточной окраине города к Шоссе US 166 присоединяется Шоссе США US 169en, идущее с севера на юг. Шоссе US 169 снова выделяется в отдельный маршрут в центре города и уходит строго на юг.
В городе останавливаются междугородние автобусы компании «Линии Джефферсона»en. Маршрут, проходящий через Коффивилл, в северном направлении тянется до города Канзас-Сити (штат Миссури), в южном направлении — до города Уичито-Фолс (штат Техас). С остальной сетью маршрутов компании, Коффивилл соединяется через остановку в Канзас-Сити.
В городе действуют две железнодорожные компании: «Железная Дорога Юнион Пасифик» (UP) и «Железная Дорога Южного Канзаса и Оклахомы»en (SKOL). SKOL является одной из линий, принадлежащих компании «Watco»en.
- UP линия уходит на северо-запад, соединяется Коффивилл со столицей округа Индепенденс[англ.]; далее продолжается на север, проходя Канзас-Сити. UP линия уходит на юг, соединяя Коффивилл со столицей соседнего округа Новата (штат Оклахома); далее на юге доходит до узловой станции города Уагонер, откуда железная дорога UP расходится ещё в трёх направлениях.
- SKOL линия уходит на север, соединяя Коффивилл с узловой станцией города Черривейл, откуда железная дорога SKOL расходится ещё в четырёх направлениях. SKOL-линия уходит на юг, ведя параллельную с UP ветку до Новаты.

Коффивилл располагает тремя аэропортами. Крупнейший из них Муниципальный Аэропорт Коффивиллаen расположен в 6,5 км к северу от города около Шоссе US 169. Номер по GNIS: ID_469192. Второй по значимости аэропорт расположен в черте города — Аэропорт Мемориального Госпиталя Коффивилла; номер по GNIS: ID_481429. Третий является частью второго — Вертолётная Площадка Регионального Медицинского Центра Коффивилла (Heliport); номер по GNIS: ID_2624885.

## Демография
| Год переписи | Население | ±, %    |
| ------------ | --------- | ------- |
| 1880         | 753       | —       |
| 1890         | 2282      | 203 %▲  |
| 1900         | 4953      | 117 %▲  |
| 1910         | 12687     | 156 %▲  |
| 1920         | 13452     | 6 %▲    |
| 1930         | 16198     | 20 %▲   |
| 1940         | 17382     | 7 %▲    |
| 1950         | 17113     | -1,4 %▼ |
| 1960         | 17382     | 2 %▲    |
| 1970         | 15116     | 13 %▼   |
| 1980         | 15185     | 1 %▲    |
| 1990         | 12917     | -15 %▼  |
| 2000         | 11021     | -15 %▼  |
| 2010         | 10295     | -7 %▼   |
| 2020         | 8826      | -14 %▼  |

В 1940 году численность населения Коффивилла превысила 17 тысяч, достигнув своего максимума. Однако начиная с 1950 года население города медленно, но верно уменьшается. Это стало результатом экономического спада в стекольном производстве и нефтяной промышленности, что повело за собой уменьшение рабочих мест в регионе.
По данным Переписи Населения США 2010 года, население Коффивилла составляло 10,295 человек. В городе 2456 семей и 4226 домохозяйств. Средняя плотность населения составляла 535 человек на км2. Количество жилья — 5021 единица, плотность жилья в среднем 260,9 домов на км2.
Расовый состав:
европейцы — 72,3 % (из них 7,4 % латиноамериканцы);
африканцы — 11,7 %;
коренные американцы — 5,0 %;
азиаты — 0,7 %;
гавайцы или жители Океании — 0,2 %;
другие расы — 3,3 %;
смешанные расы — 6,8 %.
Из всех домохозяйств 28,2 % хозяев имеют детей в возрасте до 18 лет, проживающих с ними; 39,9 % состоят в браке; 13,5 % матерей-одиночек; 4,8 % отцов-одиночек; 41,9 % не имеют семьи. В 35,7 % всех домохозяйств проживает один человек, 16,1 % из них — в возрасте 65 лет и старше. Средний размер проживающих в одном домохозяйстве — 2,29 человек; средний размер одной семьи — 2,98 человек.
Средний возраст жителя города — 37,1 лет. 22,6 % жителей — в возрасте до 18 лет; 13,3 % — в возрасте от 18 до 24 лет; 22,4 % — от 25 до 44 лет; 23,6 % — от 45 до 64 лет; 18,1 % — в возрасте 65 лет и старше. Гендерный состав города: 47,5 % мужчин и 52,5 % женщин.

## Экономика
- Предприятие, дающее городу самое большое количество рабочих мест (530)[20], это Coffeyville Resources, состоящее из нефтеперегонного завода, перерабатывающего 100 тыс. баррелей нефти в день, и крупного завода азотных удобрений, использующего уникальную технологию Texaco по выделению аммиака из отходов переработки нефти.
- Второе место (400 рабочих мест) держит отделение машиностроительной корпорации Deere & Company «John Deere Coffeyville Works», выпускающей сельскохозяйственную, строительную и лесозаготовительную технику. John Deere — крупнейший в мире производитель сельскохозяйственной техники[21].
- Windsor Place (379 рабочих мест) — дом престарелых, а также уход на дому за пожилыми людьми и их питомцами.[22]
- Acme Foundry (368 рабочих мест) — литейное производство, основанное в 1905 г.; производит отливки для дизельных двигателей и коробок передач, деталей газонокосилок, арматуры, гидравлической и нефтедобывающей техник.[23]
- Региональный Медицинский Центр Коффивилла (355 рабочих мест) — основанный в 1949 г., на сегодня медицинский центр обслуживает около 45 тыс. пациентов в год из шести ближайших округов Канзаса и двух округов Оклахомы.[24]
- Система образования (279 рабочих мест) — Объединённый Школьный Район 445 (USD 445).

## Система образования

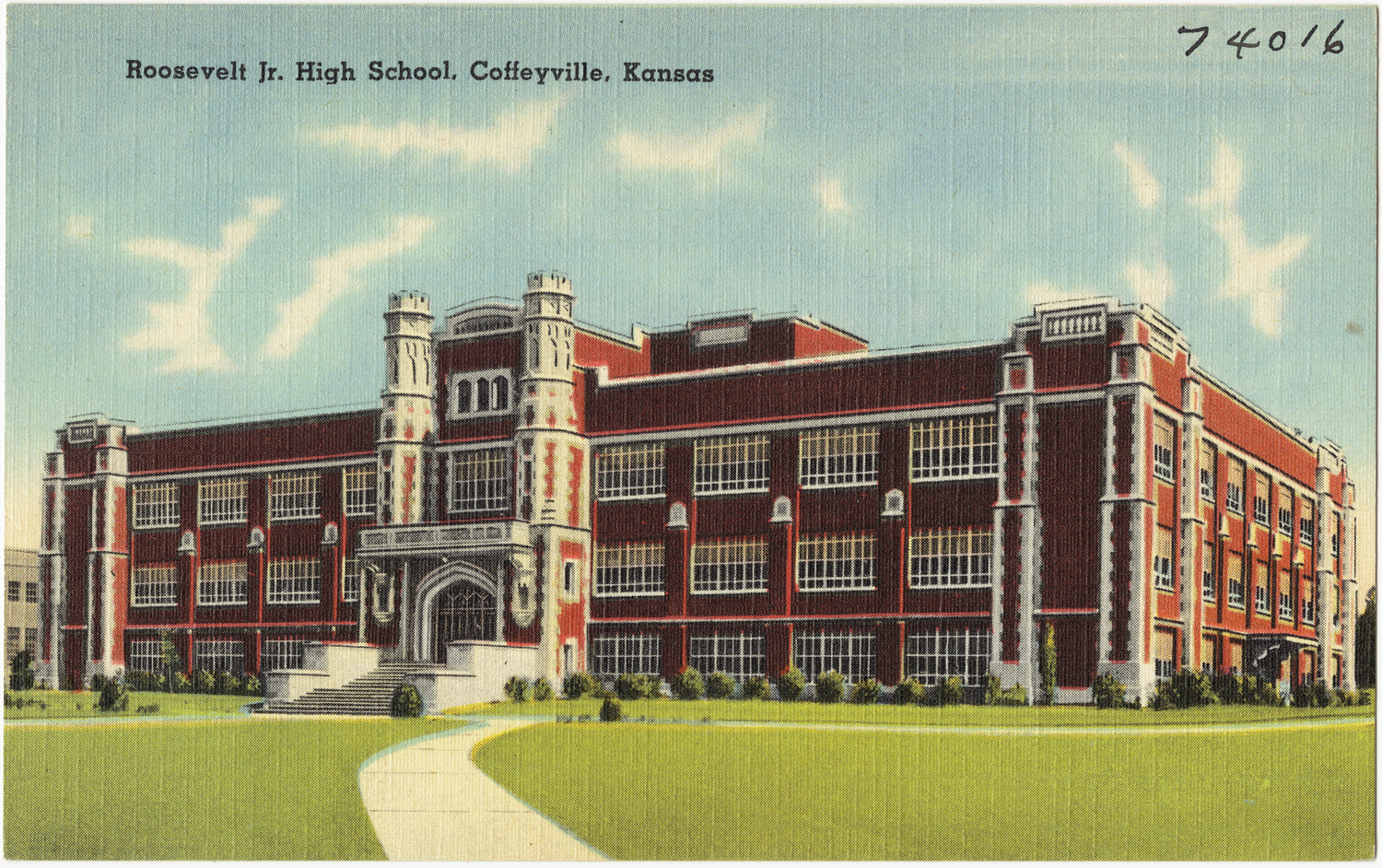
Школа имени Рузвельта.

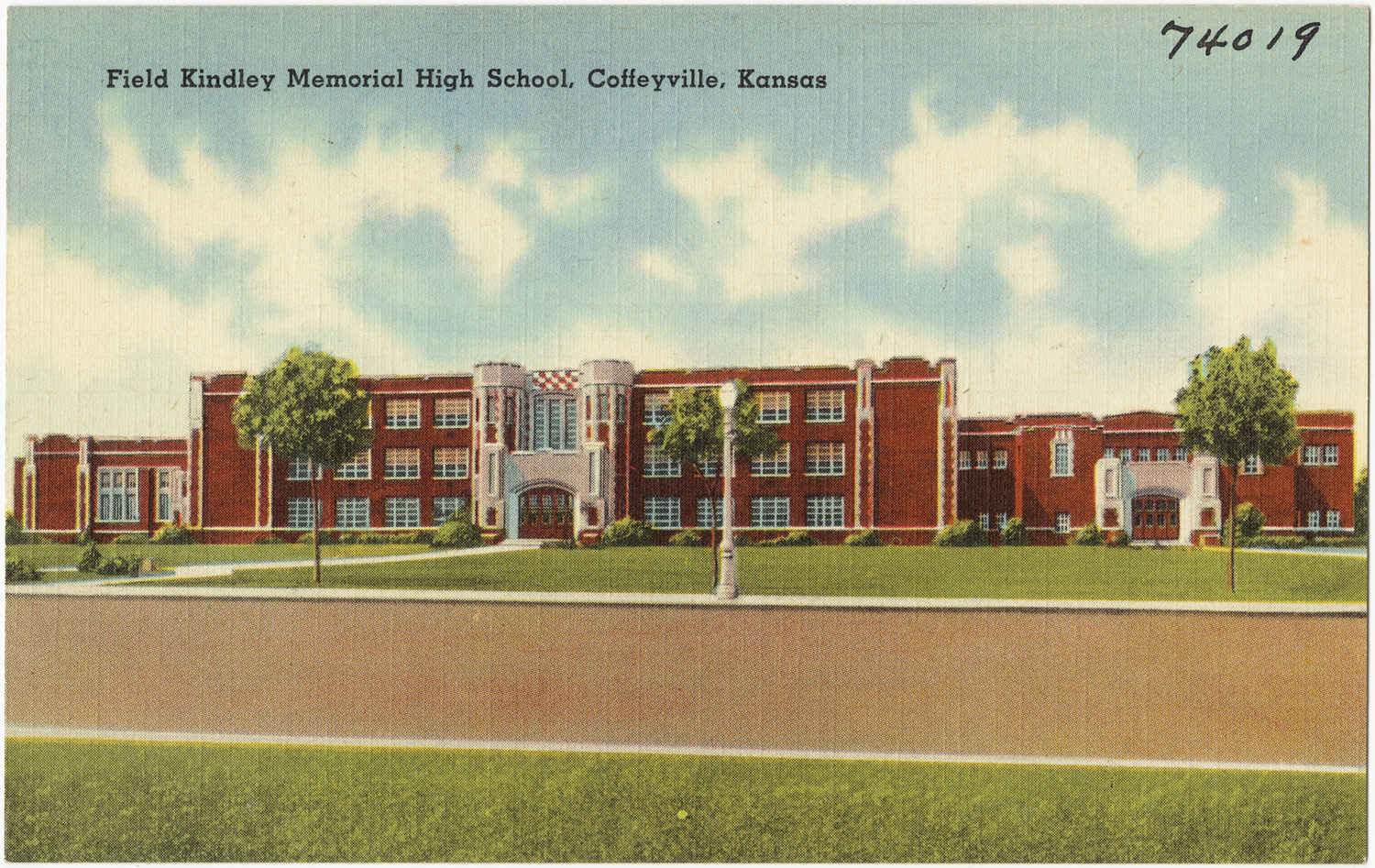
Школа имени Филда Киндлей.

Дошкольное образование
- Центр Раннего Развития доктора Джери Хэмма (уровень Pre-K).

Начальное и среднее образование
Коффивилл входит в Объединённый Школьный Район 445 (USD 445), обучает около 2 тыс. учеников и располагает тремя школами:
- Начальная Общественная Школа (от K (детский сад) до 6-го класса)
- Средняя Школа имени Рузвельта (от 7-го до 8-го класса).
- Старшая Школа имени Филда Киндлей (от 6-го до 12-го класса).

Высшее образование
- Общественный Колледж Коффивилла (Coffeyville Community College). Колледж обучает около 3 тыс. студентов по программам двухгодичного обучения. Два из трёх кампусов колледжа расположены в городе Коффивилл, третий находится в городе Коламбус[англ.] округа Чероки.

Частные школы
- Школа Святого Имени (от Pre-K (дошкольный) до 6-го класса) — приходская школа [Католическая церковь|католической] церкви.

## Известные люди
В городе родились и/или жили:
- Фил Эхарт[англ.], барабанщик рок-группы «Kansas»;
- Уолтер Джонсон, бейсболист Главной лиги бейсбола, питчер, внесён в список Национального Зала Славы Бейсболаen;
- Филд Киндлейen, ас Первой мировой войны, командующий 94-й истребительной эскадрильей в Техасе;[26]
- Гарри Пэкстонen, музыкальный продюсер, лауреат премии «Грэмми» 1976 г.;
- Джонни Резерфорд[англ.], автогонщик, трёхкратный чемпион гонки «500 миль Индианаполиса» (1974, 1976, 1980 гг.);
- Синтия Сайкс, актриса, известная благодаря сериалу NBC «Сент-Элсвер»; «Мисс Канзас» 1972 г.;
- Уэнделл Уилки, американский политик, кандидат от Республиканской партии на президентских выборах в США в 1940 году.